# 캔자스시티 매버릭스
| 캔자스시티 매버릭스 |                                                                   |
| 콘퍼런스            | 서부 콘퍼런스                                                     |
| 디비전              | 센트럴 디비전                                                     |
| 설립연도            | 2009년 2014년(ECHL 가입)                                          |
| 해체연도            |                                                                   |
| 역사                | 미주리 매버릭스 (2009년~2017년) 캔자스시티 매버릭스 (2017년~현재) |
| 경기장              | 실버스테인 아이 센터즈 아레나                                     |
| 연고지              | 미주리주 인디펜던스                                               |
| 상징색              | 검정, 오렌지, 담청색, 하양                                        |
| 구단주              | 라마르 헌트 주니어                                                |
| 단장                | -                                                                 |
| 감독                | 리차드 매트비척                                                   |
| NHL 제휴            | 캘거리 플레임스                                                   |
| AHL 제휴            | 스톡턴 히트                                                       |
| 정규시즌 우승       | CHL : 1 (2014) ECHL : 1 (2016)                                    |
| 콘퍼런스 우승       | -                                                                 |
| 디비전 우승         | CHL : 1 (2014) ECHL : 1 (2016)                                    |
| 켈리 컵             | -                                                                 |
| 영구 결번           | -                                                                 |

캔자스시티 매버릭스(Kansas City Mavericks)는 미국 미주리주 인디펜던스를 연고지로 하는 ECHL의 서부 콘퍼런스 센트럴 디비전 소속 아이스 하키팀이다. 2009년부터 2014년까지 CHL에 참가하였다가, 2014~2015시즌부터 ECHL로 옮겼다.

## 역대 홈경기장
| 경기장                              | 사용기간    | 수용인원 | 장소                | 비고                                   |
| ----------------------------------- | ----------- | -------- | ------------------- | -------------------------------------- |
| 미주리 매버릭스/캔자스시티 매버릭스 |             |          |                     |                                        |
| 실버스테인 아이 센터즈 아레나       | 2009년~현재 | 5,800명  | 미주리주 인디펜던스 | 인디펜던스 이벤트 센터 (2009년~2015년) |